# Walter Beltrami
Walter Beltrami (Brescia, 12 luglio 1974) è un chitarrista e compositore italiano di musica jazz.

## Biografia
Dopo lo studio della chitarra si esibisce nella seconda metà degli anni novanta in alcuni gruppi locali. Dopo la laurea in lingue e letterature straniere si trasfesce a Boston dove studia al Berklee College of Music. Seguono altri corsi di miglioramento delle capacità tecniche.
Nel 2002 parte per il primo tour con il Walter Beltrami Trio e successivamente registra il primo album con Giuseppe Gisone al sax, Duccio Venturini alla batteria e Riccardo Fioravanti al contrabbasso.
Il suo primo disco ufficiale è del 2003, Wb3. Il gruppo stabilmente composto da Beltrami, Roberto Bordiga al contrabbasso e Emanuele Maniscalco alla batteria, vince il Premio Incroci Sonori Jazz di Moncalieri.
Nel 2004 è tra gli 8 migliori chitarristi al First Gibson Jazz Guitar Competition di Montreux.
Timoka, del 2009 il cui titolo si riferisce alla città in cui si svolge il film Il silenzio del 1963 è stato pubblicato per la tedesca Re:Think-Art e realizzato da un trio composto da Bordiga e Maniscalco col l'ausilio di Francesco Bearzatti al sax tenore.
Nel 2011 pubblica un nuovo lavoro quasi interamente composto da composizioni autografe scritte durante un periodo di sei mesi in cui l'artista soffriva di un disturbo dell'equilibrio che gli portava giramenti di testa e visioni psichedeliche e che poi ha dato il titolo all'album. Paroximal Postural Vertigo edito da Auand Records è stato realizzato da una formazione di cinque elementi: Francesco Bearzatti - sax tenore, e clarinetto, Vincent Courtois - violoncello, Stomu Takeishi - basso elettrico e Jim Black - batteria.

## Discografia

### Album
- 2003 - Wb3 - a nome Walter Beltrami Trio (Philology)
- 2007 - Piccoli Numeri - Insieme a Emanuele Maniscalco e Roberto Bordiga) (Camjazz)
- 2009 - Timoka - (Re:Think-Art)
- 2011 - Paroxysmal Postural Vertigo - (Auand Records)